# Mierżączka
Mierżączka – wieś sołecka w Polsce, położona nad rzeką Mierżączka przy trasie 17 (Warszawa-Lublin) w województwie mazowieckim, w powiecie garwolińskim, w gminie Górzno.
| SIMC    | Nazwa    | Rodzaj    |
| ------- | -------- | --------- |
| 0671823 | Zofianów | część wsi |

Wierni Kościoła rzymskokatolickiego należą do parafii św. Jana Chrzciciela w Górznie.
W latach 1954–1956 wieś należała i była siedzibą władz gromady Mierżączka, po jej zniesieniu w gromadzie Sulbiny. W latach 1975–1998 miejscowość administracyjnie należała do województwa siedleckiego.
Dzieje tej miejscowości sięgają przełomu XV i XVI wieku. Założycielami jej byli Gorzeńscy natomiast kolejnymi spadkobiercami: Gojscy, Leżeńscy, Sułowscy, Ciołkowie oraz Magnuszewscy. Na przełomie XVII i XVIII wieku posiadłości Mierżączki przeszły w posiadanie rodziny Żebrowskich. W 1787 wieś liczyła 24 mieszkańców. W 1819 ziemię nabył Karol Szubalski, emerytowany pułkownik wojsk polskich, a w 1823 stała się własnością Piotra Ładysława Paliszewskiego h. Awdaniec.
W 1864 wieś Mierżączka uległa uwłaszczeniu - na mocy ukazu carskiego ziemia użytkowana przez mieszkańców wsi, przeszła na ich własność (terytorialnie należała do gminy wiejskiej Górzno). We wsi istniało 8 gospodarstw rolnych o łącznej powierzchni 136 mórg. Zgodnie z opisami wsi z 1885 liczyła ona 8 domów i 88 mieszkańców. Z końcem XIX wieku wieś zaczęła się powiększać - w 1921 miała 26 domów i 173 mieszkańców.